# Fight Fire with Fire
Fight Fire with Fire (с англ. — «Гасить огонь огнём») — первая песня с альбома Ride the Lightning американской метал-группы Metallica, выпущенного в 1984 году. Песня рассказывает о грядущем апокалипсисе, вызванном ядерной войной и кровопролитием.

## Описание
Песня была написана Джеймсом Хетфилдом, Ларсом Ульрихом и Кирком Хэмметтом. Начинается песня с вступления, сыгранного на акустической гитаре, затухающего на 35 секунде и переходящего в скоростной и агрессивный рифф. В песне несколько раз изменяется темп.

## Смысл
Песня является протестом против ядерного оружия и войны в целом. По словам Хетфилда, песня «говорит о том, что если мы будем продолжать воевать друг с другом, то мы все умрем»[³^][3]. Песня также содержит отсылки к библейскому пророчеству о конце света, в котором «небо станет чёрным, а земля будет гореть»[^4^][4].

## Рецепция
Песня получила положительные отзывы от критиков и фанатов. Многие считают её одной из лучших песен группы и одной из самых влиятельных песен в истории метал-музыки. Песня также часто исполняется группой на концертах, где она вызывает большой энтузиазм у публики.